# Breynia desorii
Breynia desorii is een zee-egel uit de familie Loveniidae.
De wetenschappelijke naam van de soort werd in 1851 gepubliceerd door John Edward Gray.